# Cemetery of Scream
Cemetery of Scream (englisch Friedhof des Schreis) ist eine 1992 gegründete Dark-Rock- und Gothic-Metal-Band aus Krakau.

## Geschichte
Die 1992 in Krakau gegründete Band Cemetery of Scream durchlief im Verlauf des Bandbestehens einige personelle Umbesetzungen. Aus der ursprünglichen Formation blieben der Bassist Jacek Królik, die Keyboarderin Katarzyna Rachwalik und der Gitarrist Marcin Piwowarczyk bestehen. Letzter fungiert gemeinhin als Sprachrohr der Band und wird als Bandleader betrachtet.
Die Anfänge der Band waren laut Piwowarczyk deutlich von den damals in Großbritannien und Skandinavien aufkommenden Varianten des Death Doom und Gothic Metal beeinflusst. Die Wahl des Bandnamens sollte den Musikstil und das lyrische Konzept der Band aufnehmen und „die Flüchtigkeit des menschlichen Daseins und die absolute Dunkelheit, die dem Tod nahe ist“ verdeutlichen. „Die Stille auf einem Friedhof“ sei „wie der lauteste Schrei“ führt Piwowarczyk den Gedanken aus. Etwa ein Jahr nach der Gründung präsentierte die Band ihr erstes Demoband Sameone. Das Band umfasste vier Stücke, die Piwowarczyk als einen „ersten“ und „erfolgreichen“ Versuch beschrieb. Das Demo erschien noch im gleichen Jahr als EP über das polnische Label Croon Records als erste Veröffentlichung des Labels.
In Kooperation mit Croon Records wurde so auch das Debütalbum Melancholy 1995 veröffentlicht. Das mit dem im Albumtitel gegebenen Leitthema versehene Melancholy wurde im Gamma Studio in Krakau aufgenommen. Das Stück Anxiety wurde, nachdem die Band einen Kontrakt mit Serenades Records für das Folgealbum einging, für die Video-Kompilation Beauty in Darkness mit einem Musikvideo versehen. Anxiety war das erste Video einer polnischen Doom-Metal-Band. Die Musiker sowie die Filmcrew erwies sich als unsicher. Das Video zeigt die Band beim Musizieren und eine zur Musik agierende Schauspielerin und Tänzerin. Die Aufnahmen vergrößerten die Reichweite der Band obschon Piwowarczyk einräumte, dass das Ergebnis kaum beeindruckend sei. Das Album wurde polarisierend aufgenommen. Für das Rock Hard wurde das Album als „künstlich aufgeblähter Langweiler“ beurteilt, während Kostas Panagiotou Melancholy für Doom-Metal.com als ein „Meisterwerk“ und Äquivalent zu Always… von The Gathering, das jedoch nicht die Aufmerksamkeit und Achtung erhalte, die es verdiene, lobte.
Noch im Schreibprozess zum zweiten Album fanden personelle Veränderungen statt. Die Band tauschte Gitarristen aus und nahm Deeppression mit drei Gitarristen auf. Das Album entwickelte sich unter den mittlerweile gehäuften Auftritten von Cemetery of Scream zugleich zu einem experimentellen Werk, das insbesondere den Einsatz von Synthesizern und Sampling stärker betonte. Das Album polarisierte die Kritiken erneut. Deeppression sei an Einflüssen „überfüllt, unkonzentriert und ohne echte Emotionen“ bemängelte Aldo Quispel für Doom-Metal.com. In anderen Besprechungen wurde das Album hingegen gelobt. Für Vampster hieß es Deeppression sei ein gekonnter Versuch „etwas Eigenständiges im Gothic-Bereich darzustellen“, der „es wert ist, unterstützt zu werden“. Auch in der für das Rock Hard verfassten Rezension wurde positiv erwähnt, dass Cemetery of Scream mit Deeppression „versucht, die inzwischen ziemlich engen Grenzen [des Genres] zu überschreiten“. Für Metal.de schrieb der Rezensent Timor, dass Deeppression „problemlos die Höchstnote hätte erhalten können, wenn man sich den ersten Titel gespart hätte.“
Mit der 1999 im Selbstverlag veröffentlichten EP Fin de Siecle verarbeitete die Band ihre vom Kosovokrieg beeinflusste Gefühlslage. Piwowarczyk berichtete von Angst vor einem Weltkrieg und der persönlichen und kollektiven Verstörung ob der Geschehnisse innerhalb Europas. Dabei war die EP auch als Ausblick auf das nächste Studioalbum Prelude to a Sentimental Journey geplant, enthielt jedoch zugleich ein unveröffentlichtes Stück der Aufnahmen zu Deeppression und das Cover-Stück Radioactive Toy der Gruppe Porcupine Tree. Das so angekündigte Album erschien im Jahr 2000 über Mystic Production. Erneut entwickelte sich der Stil der Band in Nuancen weiter. Diesmal vertiefte die Gruppe, aus dem Einfluss des Gitarristen Paweł Góralczyk, die Anleihen an den Gothic Doom. Die Texte zum Album wurden von dem Radiomoderator Zdzisław „The Bat“ Zabierzewsk verfasst. Der lyrische und titelgebende Rahmen ist eine Betrachtung des Lebens als spirituelle Reise durch Raum und Zeit. Das Album wurde durchschnittlich bis positiv rezensiert. Für das Rock Hard wurde Prelude to a Sentimental Journey in Relation zu Moonspell gesetzt und als unterlegene Variante mittelmäßig beurteilt. Ähnlich wurde ein Fehlen „an Potential und Originalität“ für Vampster bemängelt. In weiteren Rezensionen, wie jener für Metalreviews, Metal.de oder Doom-Metal.com wurde der Band hingegen Potential und Qualität attestiert. So könne niemand das Können der Musiker leugnen und es schließe „qualitativ nahtlos an die beiden hervorragenden Vorgänger“ an. Jedoch sei die Veröffentlichung über das türkische Label ein Malus, da die Gruppe weit mehr Aufmerksamkeit verdiene.

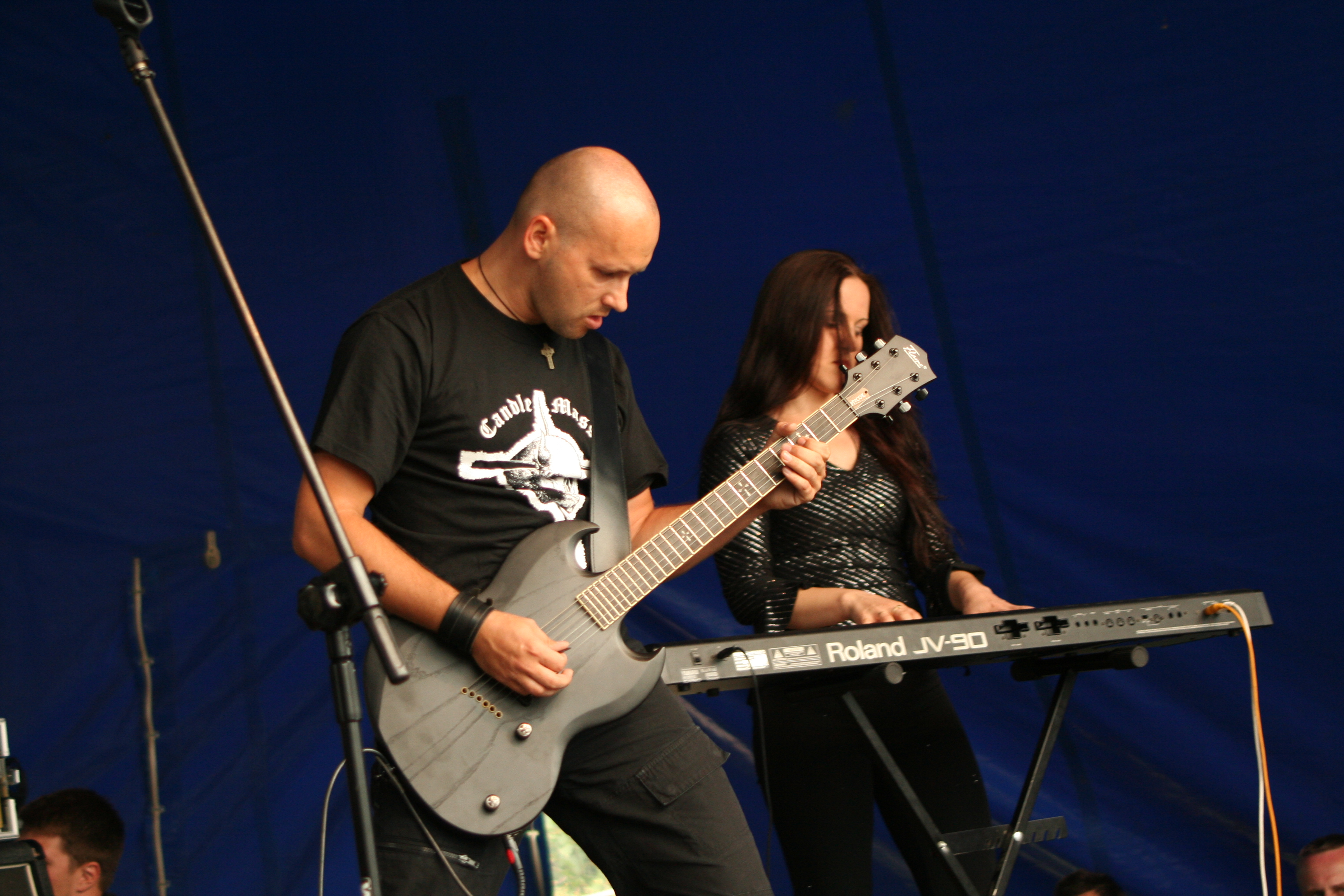
Im Jahr 2007 trat die Band beim Festival Castle Party auf.

Nach der Veröffentlichung des dritten Studioalbums folgte eine mehrjährige kreative Pause, die von Umbesetzungen und Wiederveröffentlichungen geprägt war. Das Label Metal Mind Productions gab die gesamte Diskografie der Gruppe erneut heraus und schloss einen Vertrag für weitere Veröffentlichungen mit Cemetery of Scream. Indes wanderte der Sänger Marcin Kotaś in die Vereinigten Staaten aus, was weitere Produktionen erschwerte. Für die Aufnahmen des bereits abschließend geschriebenen Albums The Event Horizon zog die Gruppe den Sessionmusiker Paweł Kluczewski hinzu, der ausschließlich unverzerrt sang. Das Album wurde als musikalisch analog zu zeitnahen Veröffentlichungen von Katatonia und Paradise Lost betrachtet. Rückblickend merkte Piwowarczyk an, dass er die Produktion und Abmischung des Albums als unfertig empfinde. Die Resonanz auf The Event Horizon blieb derweil positiv. So schrieb Timothy Coleman für Doom-Metal.com, dass die Band sich vom Spektrum des Doom Metal mit dem Album entfernt habe, aber eingängige zeitgemäße Musik präsentiere. „Handwerklich und produktionstechnisch überzeugend“ urteilte Andreas Stappert für Rock Hard. Als „unkonventionellen Gothic/Dark Metal“ den es lohne „tiefer zu graben“ pries Christian Rosenau The Event Horizon für Bloodchamber.
Im Jahr 2009 folgte Frozen Images, dass Piwowarczyk noch 2018 als besonders gelungen einstufte. Kritiker hingegen reagierten polarisiert. Als generischer und langweilender Dark Rock wurde das Album für Metal-Rules bemängelt, als Orientierungslos hingegen für Powermetal.de. Hingegen wurde das Album in Rezensionen für Burn Your Ears, Rock Hard und Metal.de gelobt und Hörern mit einer Affinität zum Gothic Metal und Dark Rock empfohlen. Ein weiteres Album wurde von der Band circa 2015 geschrieben und seither zu Auftritten vorgestellt, jedoch trotz der Ankündigung blieb eine Veröffentlichung des Oceans benannten Materials lange aus.

## Stil
Die ersten Veröffentlichungen von Cemetery of Scream orientierten sich am Gothic Metal und Gothic Doom der 1990er Jahre. Im weiteren Verlauf ihres Schaffens variierte die Gruppe ihren Stil zu einem gemäßigteren mehr am Rock, denn am Metal orientierten Spiel. Prelude to a Sentimental Journey orientierte sich umfänglich am Dark Rock. Das Growling wich gänzlich dem zuvor gelegentlich eingesetztem Klargesang. Die Verzerrung, der zuvor am Death Doom orientiert gespielten, Gitarren wurde reduziert und die Melodieführung präsenter. Hinzu nahm der Einsatz von Synthesizern zu. Spätere Veröffentlichungen kombinierten beide Phasen mit einer deutlicheren Gewichtung auf den Dark Rock, derweil das Growling wieder präsentiert wurde. Während die frühen Veröffentlichungen mit Interpreten wie My Dying Bride und The Gathering verglichen wurde, wurden spätere Veröffentlichungen in Relation zu HIM, The 69 Eyes und Entwine sowie zur Rockphase von Moonspell, Paradise Lost und Katatonia gestellt.

„Ihre Stärken sind immer noch diese total eingängigen Melodien, die einprägsamen Hooklines, der starke Gesang, die dezenten, symphonischen Keyboards, die teils progressive Herangehensweise sowie das breite Spektrum und das Abwechslungsreichtum, welches die Polen mit ihren düsteren und melancholischen Stücken abdecken.“

## Diskografie
- 1993: Sameone (Demo, Gamma)
- 1995: Melancholy (Album, Croon Records)
- 1997: Deeppression (Album, Croon Records/Serenades Records)
- 1999: Fin de Siecle (EP, Selbstverlag)
- 2000: Prelude to a Sentimental Journey (Album, Mystic Production)
- 2006: The Event Horizon (Album, Metal Mind Productions)
- 2009: Frozen Images (Album, Metal Mind Productions)
- 2023: Oceans (Album, Sleaszy Rider Srl.)